# ED4型电力动车组
ED4型电力动车组（俄語：Электропо́езд ЭД4）是俄罗斯铁路的电力动车组车型之一，适用于供电制式为3000伏直流电的电气化铁路，由杰米霍沃机器制造厂设计制造，于1996年研制成功并投入批量生产。

## 发展历史

### ED4
苏联解体后，由于俄罗斯没有生产电力动车组的企业，而从国外引进新型电力动车组又需要花费大量外汇。因此。在1990年代初俄罗斯联邦交通部要求对杰米霍沃机器制造厂、托尔若克车辆制造厂进行了技术改造，并且从拉脱维亚的里加车辆制造厂引进了大批技术和管理人员，俄罗斯从而形成了具有一定规模的电力动车组生产能力。1993年，杰米霍沃机器制造厂在ER2T型电力动车组基础上，成功研制了ED2T型电力动车组，并于1994年投入批量生产。ED2T型电力动车组的主要特点是车体长度从19,600毫米延长至21,500毫米，其他电气设备则仍然和ER2T型电力动车组保持相同，列车采用直—直流电传动，牵引系统由里加电机制造厂提供。
1996年，杰米霍沃机器制造厂开始生产ED4型电力动车组，列车的牵引系统不再采用里加电机制造厂的进口产品，改为由本国企业配套制造。电气设备由全俄电力机车研究与设计院、诺沃切尔卡斯克电力机车厂设计制造，牵引电动机由西伯利亚电传动系统工厂提供。1997年3月，ED4-0001号列车在全俄铁道运输科学研究院的环形铁道通过验收试验，试验结果显示其主要性能指标与ED2T型电力动车组保持相同，随后该列车配属北高加索铁路局的矿水城机务段投入运用考核，担当矿水城至基斯洛沃茨克的区域通勤服务。1996年至1998年，杰米霍沃机器制造厂共生产了6列ED4型电力动车组（0001、0005、0006、0007、0010、0014），分别配属于莫斯科铁路局、东南铁路局和北高加索铁路局。其后，杰米霍沃机器制造厂全面转产经过进一步改良的ED4M型电力动车组。

### ED4M

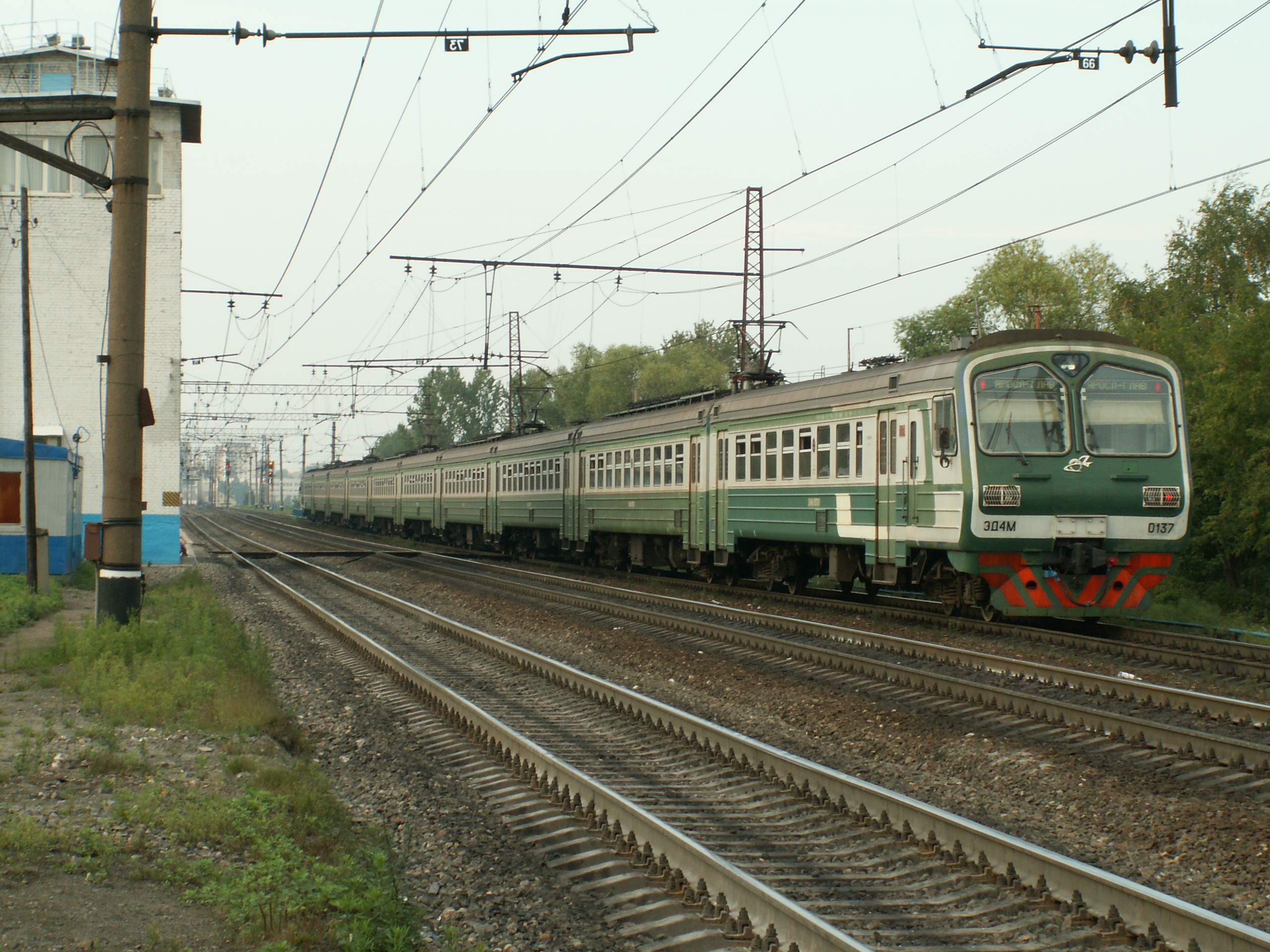
ED4M-0137号电力动车组

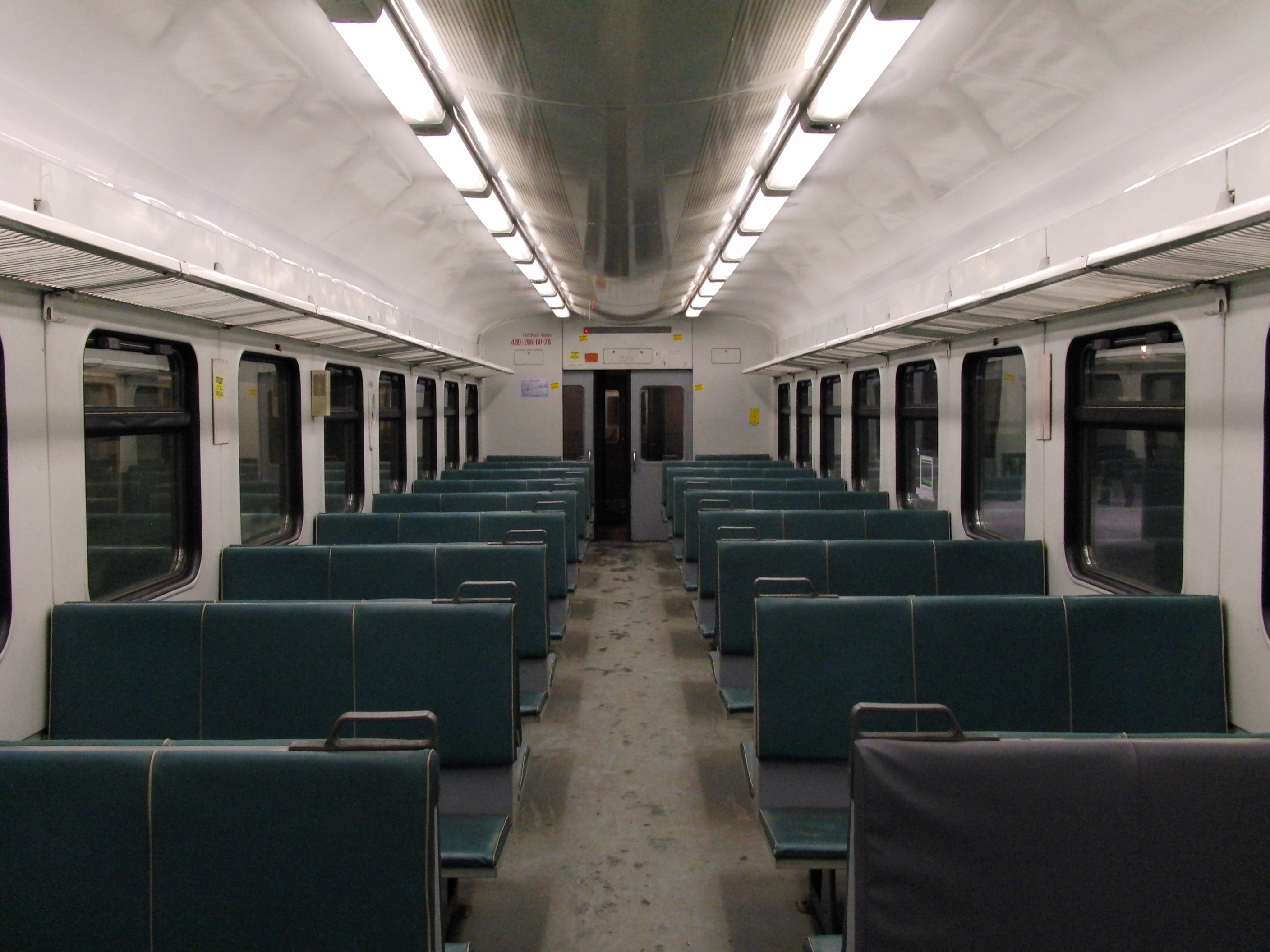
ED4M型电力动车组客室内部

1997年8月，杰米霍沃机器制造厂在ED4型电力动车组的基础上，通过分析国内外同类型电力动车组的发展趋势，研制了经过进一步改良的ED4M型电力动车组。ED4M型电力动车组是采用直—直流电传动的动力分散式交流电力动车组，标准编组为“五动五拖”的10辆编组，由2辆带司机室的控制拖车、3辆中间拖车、5辆动车组成。列车亦可以根据实际需要增减车厢数量，组成4～11辆编组的列车。与ED4型电力动车组相比，ED4M型电力动车组的司机室外观、车厢内饰均有较大变化。列车采用了新设计的车头外观，加大了司机室前窗玻璃，并加设列车目的地显示屏；对司机室内设备布局作出了调整，大量采用塑料材料以提高电气线路的绝缘性能；列车安装了火灾和故障的电子报警系统，并在司机室设有消防报警和故障信息的显示器；车厢内部均采用防火材料内饰和荧光灯照明，客车车窗采用双层中空钢化玻璃。
从1997年下半年起，杰米霍沃机器制造厂开始批量生产ED4M型电力动车组。截至2013年3月，共生产了379列ED4M型电力动车组（未包括ED4M-500、ED4M1、ED4MK等改进型），主要配属于莫斯科铁路局、十月铁路局、古比雪夫铁路局、斯维尔德洛夫斯克铁路局、西西伯利亚铁路局、北高加索铁路局、南乌拉尔铁路局和东南铁路局。在生产过程中，工厂亦对列车进行了多项改进。从2007年生产的ED4M-0182号列车开始，提高列车车辆的隔音和密封性能，从而大大降低车内的噪音水平，但也带来车辆通风性能恶化的缺点。从2010年起，部分新造的ED4M型电力动车组加装了独立的空调装置，具有加热和冷却的功能，使客室内温度能自动保持在适当水平。除此之外，其他改进还包括改用滑动式自动门、密封式折棚风挡、БСУ-ТМ型密接式车钩，装设视频监控系统、运行信息显示屏等。

### ED4M1
ED4M型电力动车组投入运用初期，由于诺沃切尔卡斯克电力机车厂制造的牵引传动系统的可靠性较差，导致车辆运用部门的不满。为此，杰米霍沃机器制造厂于1998年生产了三组ED4M1型电力动车组（0008、0009、0011）作为过渡措施，这三组列车在外观上和ED4M型电力动车组完全相同，但恢复采用里加电机制造厂提供的牵引电气设备，以保证列车运用的可靠性。

### ED4MK

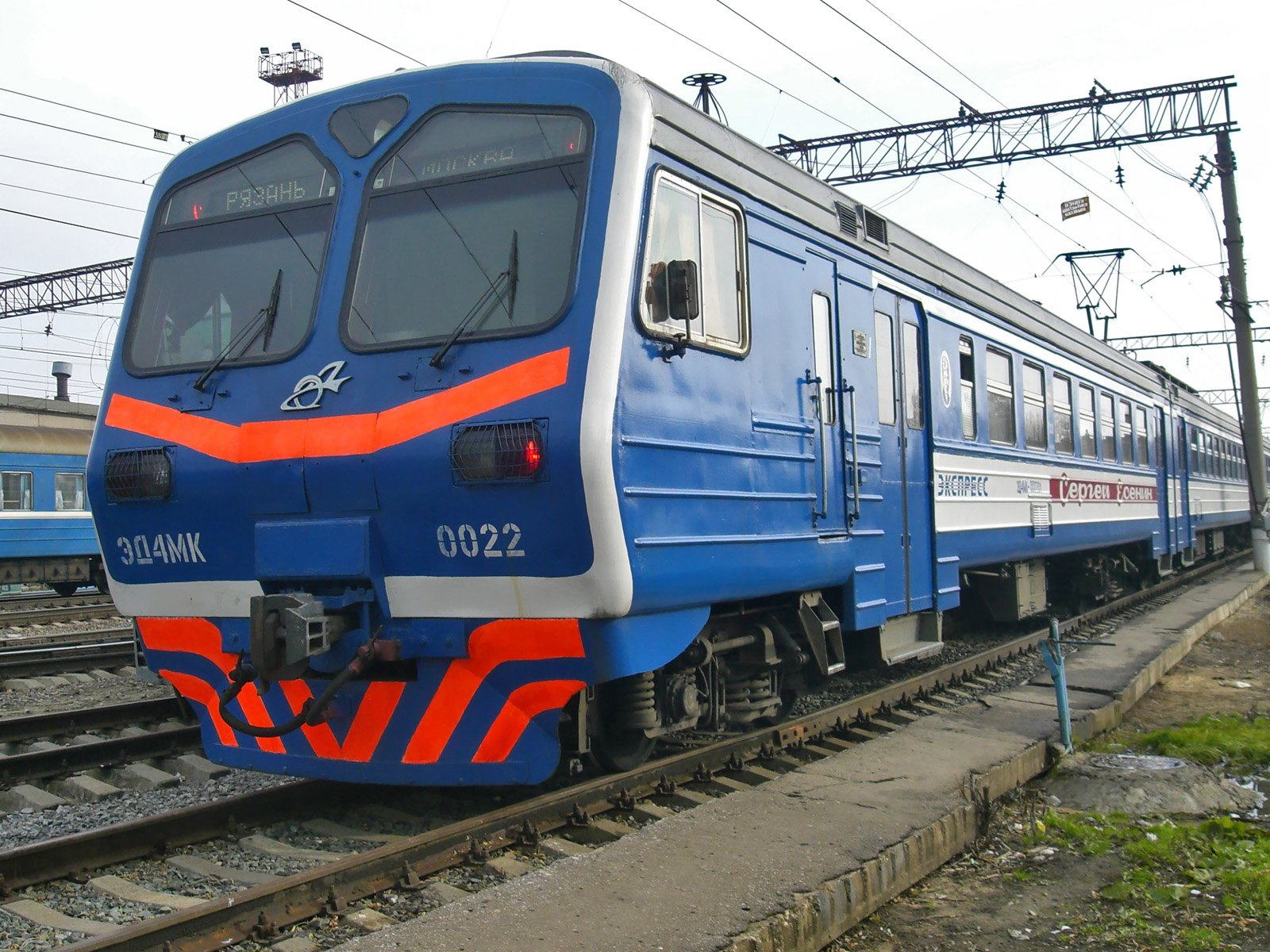
ED4MK-022号电力动车组

1999年，根据莫斯科铁路局的要求，杰米霍沃机器制造厂在ED4M型电力动车组的基础上，还研制了ED4MK型电力动车组，该型列车是为运行距离较长的市郊通勤路线而设，着重提高旅客的乘坐舒适性，以提高铁路对公路客运的竞争力。列车采用10辆编组，由3节一等车厢、3节二等车厢和4节三等车厢组成。三等车厢和普通的ED4M型电力动车组一样采用“3+3”的座位布置形式，二等车厢采用“2+3”的座位布置形式，而一等车厢则采用“2+2”的对座座位布置形式。拖车车厢均设有厕所，列车其中一节二等车厢并设有小卖部。
首列ED4MK型电力动车组（ED4MK-0020）于1999年5月交付莫斯科铁路局。从1999年至2005年，杰米霍沃机器制造厂共生产了38列ED4MK型电力动车组，主要配属于莫斯科铁路局、古比雪夫铁路局、西西伯利亚铁路局、北高加索铁路局、斯维尔德洛夫斯克铁路局。

### ED4MKu

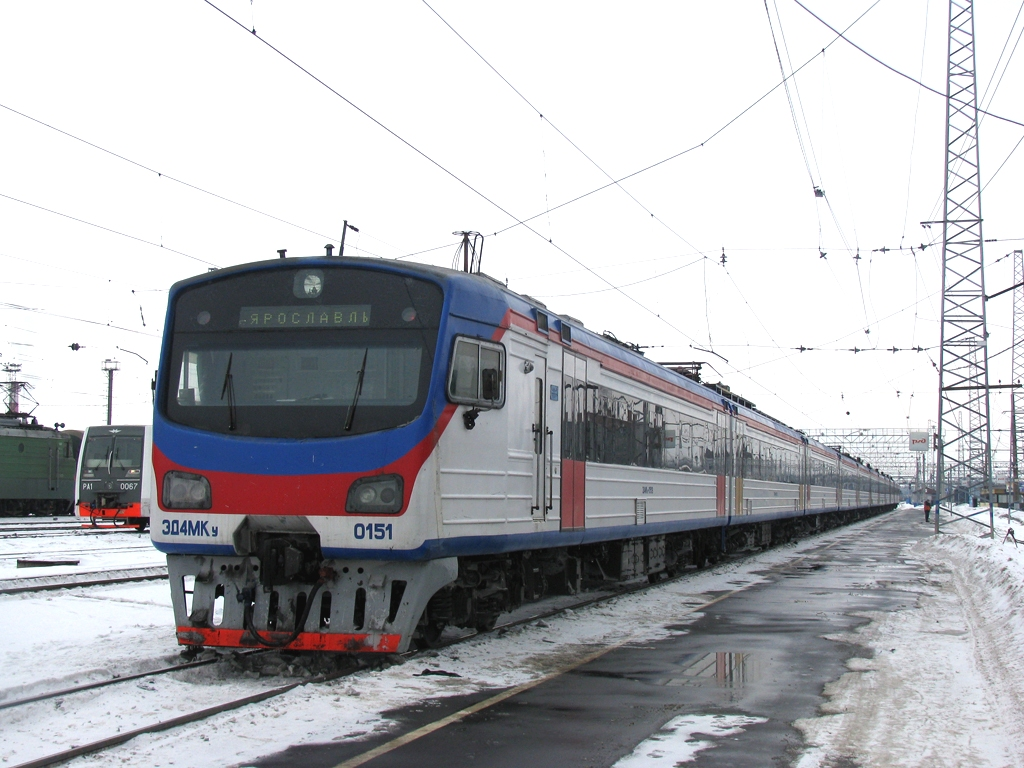
ED4MKu型电力动车组

2000年代，随着俄罗斯铁路改革的推进，为了提高铁路运输效率、打破铁路垄断经营的局面，俄罗斯政府鼓励私人公司参与铁路营运与其他服务，并保证所有经营主体在平等条件下使用铁路基础设施，因此逐渐出现了一些仅拥有车辆的民营铁路运输公司。2005年，杰米霍沃机器制造厂为旅客运输有限公司（ООО «Пассажирские перевозки»）研制了两列ED4MKu型电力动车组（ЭД4МКу），该型列车是在ED4MK型电力动车组基础上进一步改良的舒适型客运电力动车组，适用于担当较长距离的州际客运服务，重点在于提高旅客乘车旅行的安全和舒适条件。列车采用“五动六拖”的11辆编组，由6辆一等车厢和5辆二等车厢组成。车厢内部设计宽敞舒适，二等车厢采用“2+2”的座位布置形式，而一等车厢则采用“2+1”的座位布置形式，座位均为可倾躺的航空式座椅。车门采用内崁式电动塞拉门，列车并设有液晶电视、运行信息显示屏、厕所、小卖部等设施。
两列ED4MKu型电力动车组（0151、0153）于2005年12月24日投入服务，担当莫斯科至圣彼得堡的811/812次、813/814次快速客运列车，全程运行时间为8小时10分钟，由俄罗斯铁路股份公司十月铁路局和旅客运输有限公司联合营运，列车的日常检修由十月铁路局的圣彼得堡-莫斯科动车段（ТЧ-10）进行。2009年10月，随着新一代的“游隼号”高速列车即将投入服务，这两对快速客运列车因而停运。2010年3月，ED4MKu型电力动车组被转送往北方铁路局的丹尼洛夫动车段（ТЧ-4），从2010年4月1日开始担当莫斯科至雅罗斯拉夫尔的快速列车。2013年2月，两组列车被送返十月铁路局的克留柯沃动车段（ТЧ-6）并进行了ТР-3级大修。2013年4月15日，列车再次在莫斯科-圣彼得堡铁路投入营运，担当807/808次、809/810次快速客运列车。

### ED4MKM

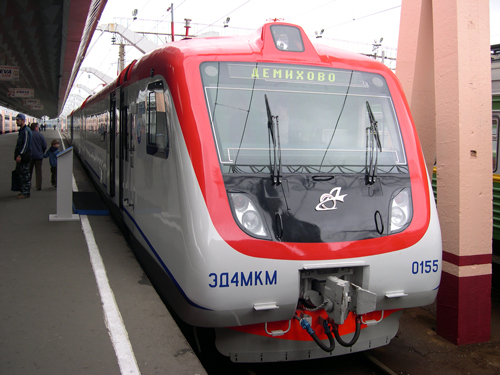
ED4MKM型电力动车组

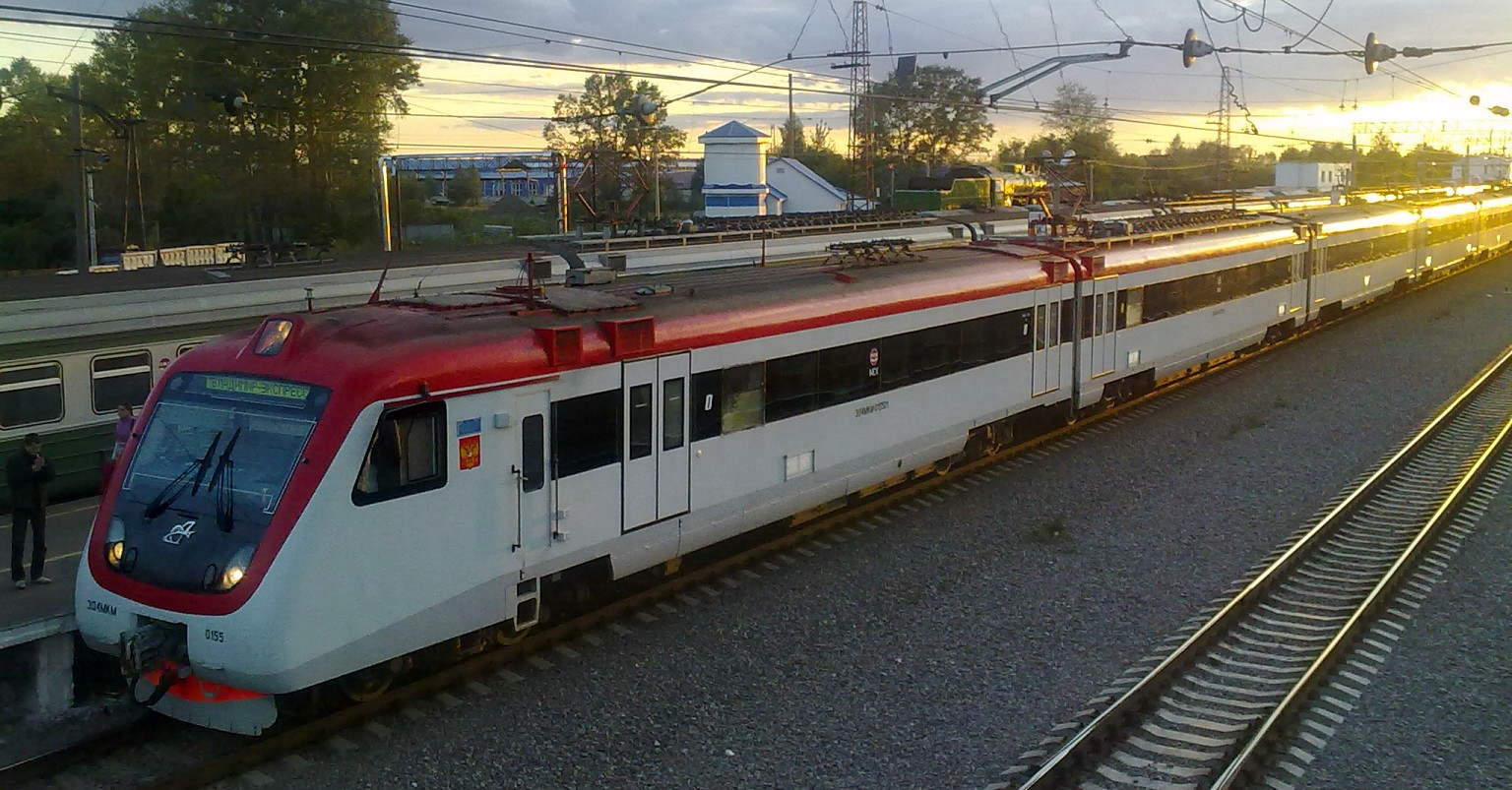
担当莫斯科至弗拉基米尔的快速列车的ED4MKM-0155号列车

2006年，杰米霍沃机器制造厂试制了一列ED4MKM型电力动车组（0155）。该型列车是在吸取ED4MK、ED4MKu型电力动车组设计和制造经验的基础上，进一步改良而成的舒适型客运电力动车组。列车采用“五动五拖”的10辆编组，由2辆一等车厢、6辆二等车厢和3辆三等车厢组成，全列车座席定员为416人。三等车厢和普通的ED4M型电力动车一样采用“3+3”的座位布置形式；二等车厢采用“2+3”的座位布置形式；而一等车厢则采用“2+2”的座位布置形式，座椅椅背并设有小型液晶显示屏。
与ED4M型电力动车组相比，ED4MKM型电力动车组的车体结构有较大变化，车头采用了全新设计的流线型外观，司机室采用整体式前窗玻璃以改善嘹望视野；车体采用无波纹压根的光滑平面侧墙，车窗玻璃采用粘接方法安装，以保证玻璃和车体表面光滑齐平，车体下部两台转向架之间增设裙板，并提高了车体金属结构的耐腐蚀性能；车门采用内崁式电动塞拉门。列车采用螺杆式空气压缩机以降低震动和噪音。车厢内饰采用玻璃钢侧壁组件、烤漆金属顶盖、玻璃行李架、荧光灯带照明，每节车厢均设有真空厕所，其中一辆拖车并设有酒吧区。
2006年7月至8月，ED4MKM-0155号列车的首三节车厢被送往十月铁路局的圣彼得堡-莫斯科动车段对外展示。2006年11月至2007年夏季，列车在全俄铁道运输科学研究院的环形铁道进行了性能试验，并通过了俄罗斯联邦铁路交通认证注册局的认证。2009年6月，ED4MKM型电力动车组配属莫斯科铁路局的铁路动车段（ТЧ-4），从2009年12月开始担当莫斯科至弗拉基米尔的快速列车。

### ED4MKM-AERO
2007年，经营莫斯科机场联络轨道系统的机场快线有限公司（ООО «Аэроэкспресс»）向杰米霍沃机器制造厂订购了7列电力动车组，新型列车被定型为ED4MKM-AERO型电力动车组（ЭД4МКМ-АЭРО）。该型列车是ED4MKM型电力动车组的改进型，两者并没有结构或外形上的差异，但根据客户的要求对车厢内饰和布局作出了调整。列车标准编组为“四动四拖”的8辆编组，由2辆带司机室的控制拖车、2辆中间拖车、4辆中间动车组成。全列车均为一等车厢，采用“2+2”的座位布置形式，座位均为可倾躺的航空式座椅，全列车座席定员为294人。除了乘客头顶上的行李架外，所有车厢均设有大件行李架。此外，其中一辆拖车设有为轮椅使用者的车门踏板、轮椅空间和残疾人厕所。
2007年至2009年初，7列ED4MKM-AERO型电力动车组先后交付机场快线有限公司，在莫斯科的多条机场铁路投入营运，为来往市中心和机场的旅客提供舒适快捷的服务，三条路线包括帕韦列茨站至多莫杰多沃国际机场、基辅站至伏努科沃国际机场、以及白俄罗斯站至谢列梅捷沃国际机场，列车的日常检修由莫斯科铁路局的伊里奇机务段（ТЧ-18）进行。
- 在铁路展览会上展出的ED4MKM-AERO-0001号列车
- 客室内部座位及行李架
- 白俄罗斯站内的ED4MKM-AERO型电力动车组
- 停靠谢列梅捷沃国际机场站的ED4MKM-AERO型电力动车组

### ED4E

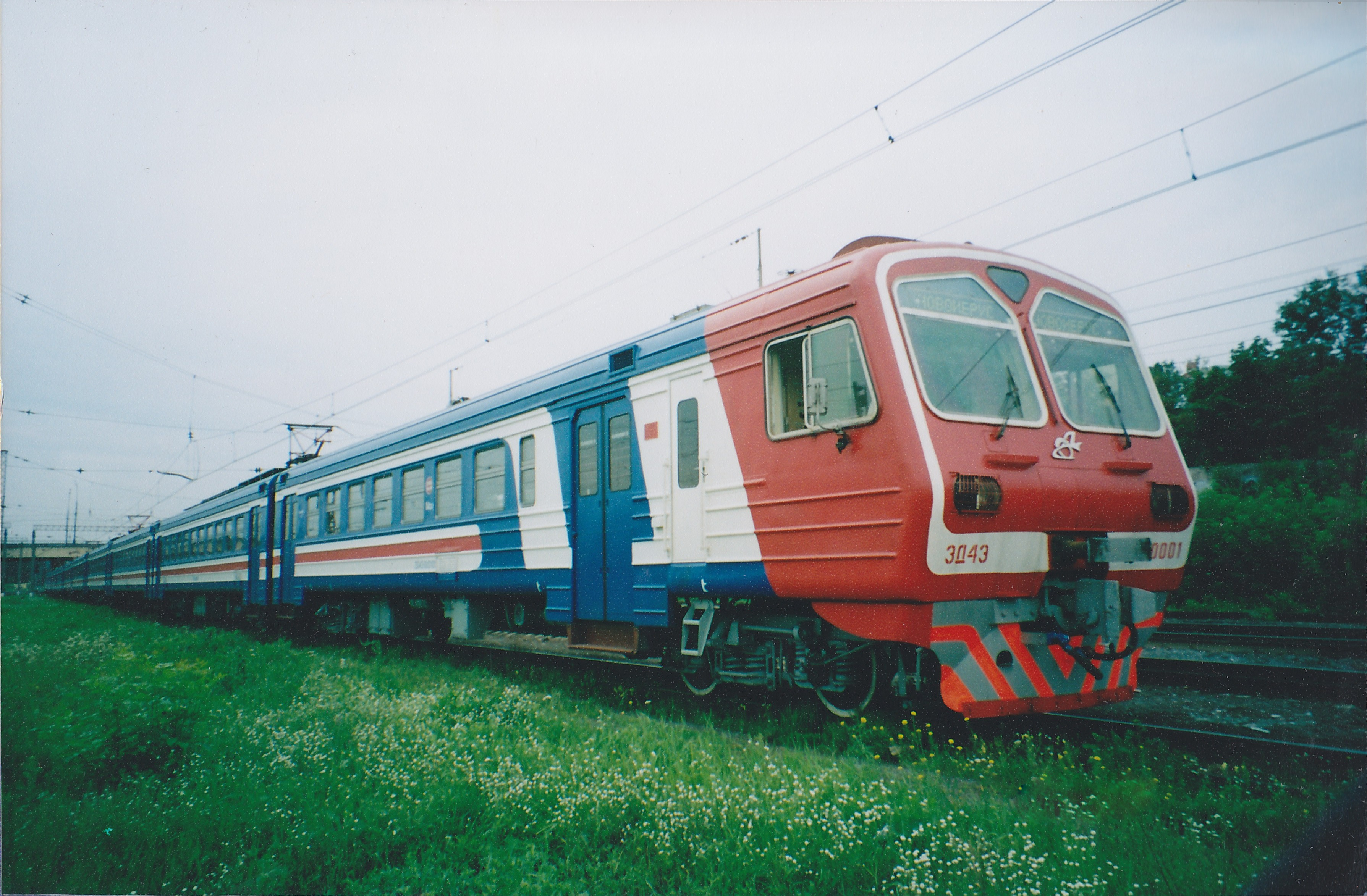
ED4E-0001号电力动车组

2001年，为了提高直流电力动车组的能源效率，杰米霍沃机器制造厂试制了首列ED4E型电力动车组，采用“五动五拖”的10辆编组。和ED4M型电力动车组相比，ED4E型电力动车组没有采用额定电压750伏的1ДТ-003.8型牵引电动机，而改为采用由动力机械股份有限公司研制的ТЭД-4 У1型牵引电动机。该电机为四极串励高电压直流电动机，额定电压为1500伏，最高电压为2000伏，小时功率为235千瓦，持续功率为180千瓦，额定转速为每分钟1250转，并带补偿绕组以提升效率。列车采用直流电力传动，通过调节起动电阻和牵引电动机的串联和并联转换来完成列车的起动和速度调节，列车加速时每辆动车的四台牵引电动机分两组串—并联连接，而再生制动时则分两组并—串联连接。
2001年8月，ED4E-0001号列车在全俄铁道运输科学研究院的环形铁道进行了性能试验。试验结果显示，提高牵引电动机的额定电压能够明显减少列车调速过程中的电能损耗，起动电阻的电能损失几乎减少了一半，可以节省电能消耗达16～24%（取决于运用条件）；使用再生制动的最低速度降低到7公里/小时；由于降低了牵引电气设备（例如电磁接触器、开关器件等）的电流负载，因此提高了其可靠性和延长了使用寿命。
完成试验后，ED4E-0001号列车于2002年10月配属莫斯科铁路局彼列瓦机务段（ТЧ-3）投入运用考核，2003年5月开始载客营运，至2006年中旬停运并封存于全俄铁道运输科学研究院。除此之外，杰米霍沃机器制造厂于2004年9月制造了ED4E-0002号列车的首两节车厢，包括一辆控制拖车和一辆中间动车，采用了经过改进的司机室外观和司机操纵台。2004年10月至2005年5月，该两节车厢在全俄铁道运输科学研究院进行性能试验，后来被送返杰米霍沃机器制造厂封存。

### ED4M-500

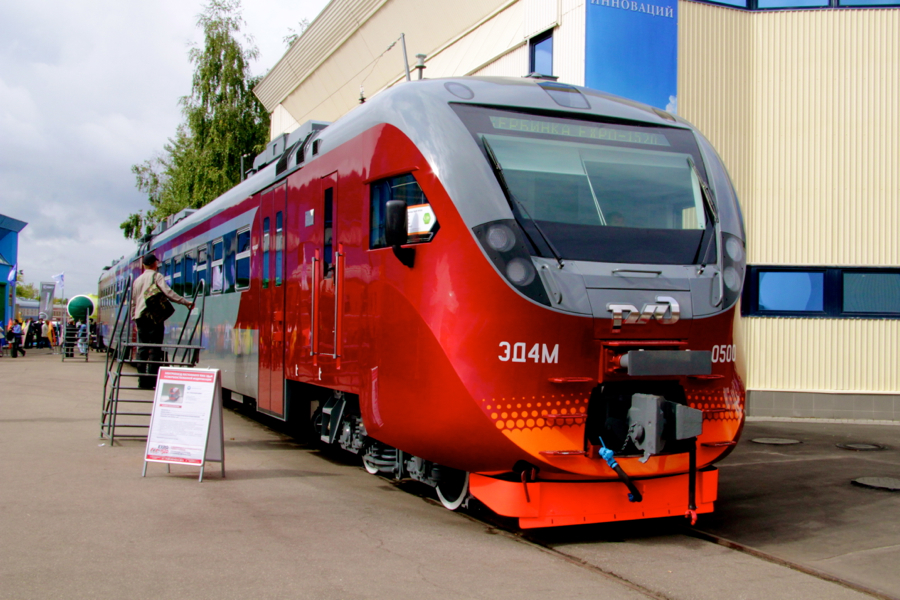
在2011年俄罗斯铁路展览会上展出的ED4M-0500号电力动车组

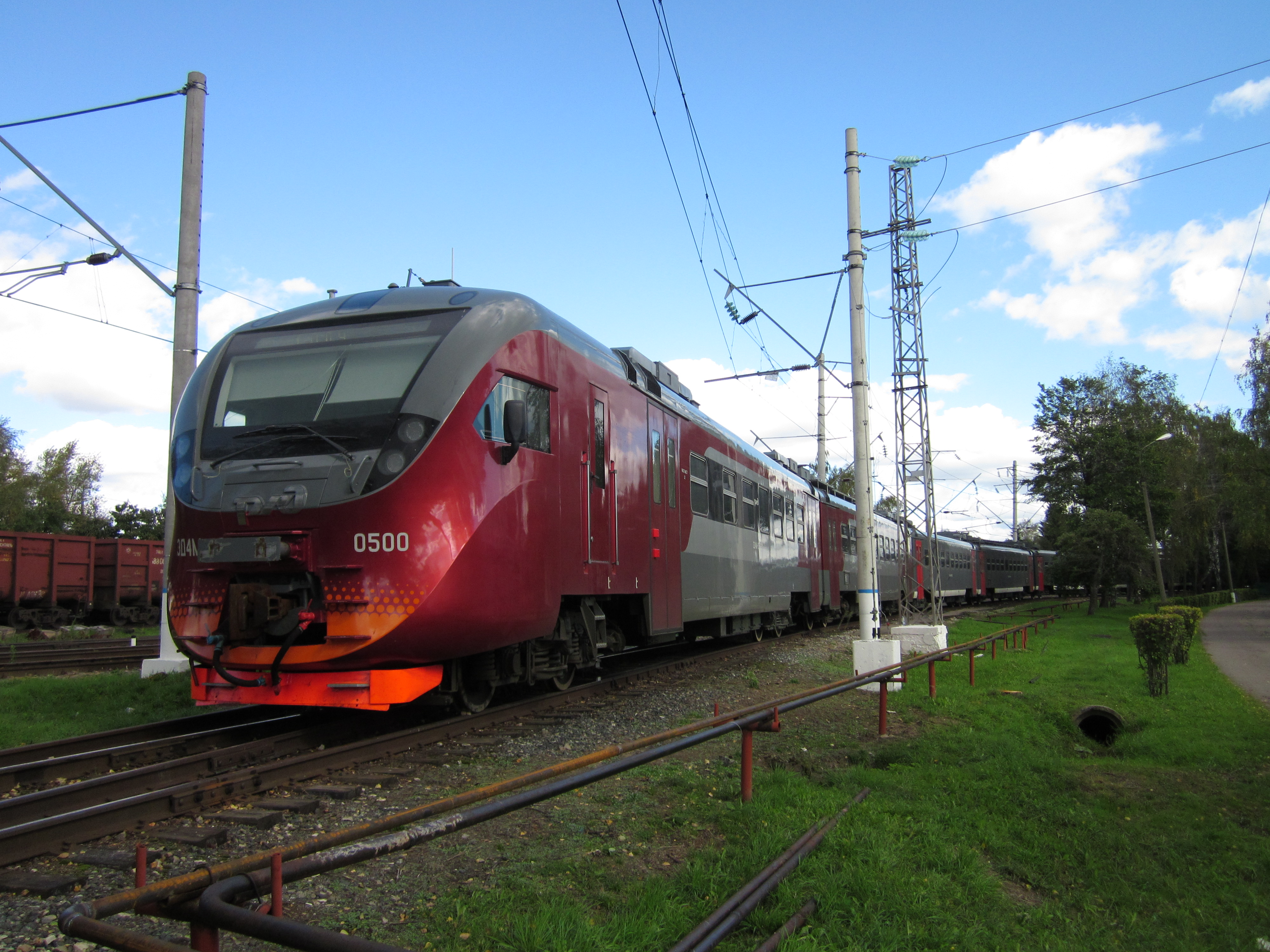
完整编组的ED4M-0500号列车在环形铁道进行试验

2011年，杰米霍沃机器制造厂发布ED4M型电力动车组的新一代升级版车型——ED4M-500型电力动车组，其电气系统和车体外观与前者相比都有了很大变化。列车采用了具有良好节能效益的牵引电气设备，在牵引时可平均节省电能消耗多达20%，并提高了电气设备的可靠性。列车的照明灯光广泛采用LED照明灯具，包括客室照明、车头信号灯、列尾警示灯、乘降指示灯等，具有发光亮度高、使用寿命长、耗电量较低的优点。现代化的外观和内饰，车头部分采用玻璃钢结构、全面圆弧过渡的流线型头型，车身涂装采用附着力强的聚氨酯面漆和保护漆涂层，增强抗紫外线性能和耐腐蚀性能。
为了创造一个更舒适的旅行环境，列车采用符合人体工程学设计的座椅，并可以根据客户要求采用不同等级的座席布置。车厢全面配备空调装置，根据季节自动调节适当的车厢内部温度。列车的第一节车厢配备电动折叠坡道，并设有轮椅使用者专用的空间和厕所，为残疾人士提供无障碍的乘车环境。此外，司机室采用标准化的操纵台，符合人体工学及相关安全要求，并设有故障诊断及显示系统，能直接向司机显示故障位置和类型。列车采用新型静止式变流器取代了以往所使用的旋转式变流器，使用ПСН-80型辅助逆变器将直流电转换成交流电，供列车上的辅助机械设备包括空调系统、压缩机等使用，在提高输出功率和可靠性的同时亦降低了噪音。受电弓以单臂式取代了双臂式设计，以节省成本和改善受流性能。车辆之间采用密封式折棚风挡和密接式车钩连接；车门采用内崁式电动塞拉门，适用于高站台或低站台。
2011年8月，杰米霍沃机器制造厂试制了ED4M-0500号电力动车组的首两节车厢，包括一辆控制拖车和一辆中间动车，并于同年9月在莫斯科举行的“Expo 1520”俄罗斯铁路机车车辆展览会上首次对外展示。2011年10月，该列车开始在全俄铁道运输科学研究院的环形铁道进行了一系列的性能试验，试验项目包括牵引及制动性能、车体结构强度、动力学性能、弓网受流性能等。2012年3月，杰米霍沃机器制造厂制造了数节新车厢，组成6辆编组的列车；同年7月，列车再扩编至11辆的完整编组。2013年2月，ED4M-0500号电力动车组完成俄罗斯铁路的认证试验，返回杰米霍沃机器制造厂作进一步的调整。从2014年5月起，ED4M-0500号电力动车组开始在莫斯科至高尔基、莫斯科至巴拉希哈两条路线上投入使用。

## 参看
- ER2T型电力动车组
- ED2T型电力动车组
- ED6型电力动车组
- ED9型电力动车组